# Maison Carrée
Maison Carrée (phát âm tiếng Pháp: [mɛzɔ̃ kaʁe] tiếng Pháp là "nhà vuông") là một tòa nhà cổ ở Nîmes, miền nam nước Pháp; nó là một trong những mặt tiền đền thờ La Mã được bảo tồn tốt nhất được tìm thấy trong lãnh thổ của Đế quốc La Mã cũ.

## Lịch sử
Trong khoảng 4-7 sau Công nguyên, Maison carrée được dành riêng hoặc được trao lại cho Gaius Caesar và Lucius Caesar, cháu trai và người thừa kế của Augustus, cả hai đều chết trẻ. Dòng chữ dành tặng ngôi đền cho Gaius và Lucius đã bị xóa bỏ trong thời trung cổ. Tuy nhiên, một học giả địa phương, Jean-François Séguier, đã có thể tái tạo lại dòng chữ vào năm 1758 từ thứ tự và số lượng các lỗ trên mặt trận phù điêu và khuôn cửa, mà các chữ cái bằng đồng đã được dán bằng các hộp thiếc. Theo sự tái cấu trúc của Séguier, văn bản của sự cống hiến đã đọc (trong bản dịch): "Gửi Gaius Caesar, con trai của Augustus, Lãnh sự; cho Lucius Caesar, con trai của Augustus, Lãnh sự chỉ định; cho các hoàng tử của tuổi trẻ." Trong thế kỷ 19, ngôi đền dần dần bắt đầu phục hồi vẻ lộng lẫy ban đầu, do những nỗ lực của Victor Grangent.

## Kiến trúc
Maison Carrée là một ví dụ về kiến trúc Vitruvian. Lớn lên trên bục cao 2,85 m, ngôi đền thống trị diễn đàn của thành phố La Mã, tạo thành một hình chữ nhật dài gần gấp đôi, rộng 26,42 m x 13,54 m. Các mặt tiền bị chi phối bởi một sâu hiên hoặc pronaos gần một phần ba chiều dài của tòa nhà. Đó là một thiết kế hexastyle với sáu cột Corinth dưới bàn chân ở hai đầu, và giả hành trong đó hai mươi cột tham gia được nhúng dọc theo các bức tường của phòng giam. Phía trên các cột, kiến trúc được chia thành hai hàng lõm nước hóa đá nhỏ giọt thành ba cấp với tỷ lệ 1:2:3. Trang trí trứng và phi tiêu phân chia kiến trúc sư từ frieze. Trên ba mặt của frieze được trang trí với các chạm khắc trang trí tinh xảo của hoa hồng và lá acanthus bên dưới một hàng răng rất mịn.

## Phục hồi và sửa chữa ngày nay
Nó đã trải qua một sự phục hồi hơn nữa giữa năm 1988–1992, trong thời gian đó nó được lợp lại và quảng trường xung quanh nó đã bị xóa, cho thấy các phác thảo của diễn đàn. Sir Norman Foster được giao nhiệm vụ xây dựng một phòng trưng bày nghệ thuật hiện đại và thư viện công cộng, được gọi là Carré d'Art, ở phía bên kia của quảng trường, để thay thế nhà hát thành phố Nîmes, vốn đã bị đốt cháy vào năm 1952. này cung cấp một sự tương phản đáng kinh ngạc với Maison Carrée nhưng tái hiện nhiều tính năng của nó, chẳng hạn như cổng và cột, bằng thép và kính. Do đó, sự tương phản của tính hiện đại của nó bị tắt tiếng bởi sự tương đồng vật lý giữa hai tòa nhà, đại diện cho phong cách kiến trúc cách nhau 2000 năm.
Maison Carrée lấy cảm hứng từ Église de la Madeleine tân cổ điển ở Paris, Nhà thờ St. Marcellinus ở Rogalin, Ba Lan và tại Hoa Kỳ, Tòa nhà Đại hội Bang Virginia, được thiết kế bởi Thomas Jefferson, người có một mô hình bằng vữa làm từ Maison Carrée khi ông còn là bộ trưởng tại Pháp năm 1785.

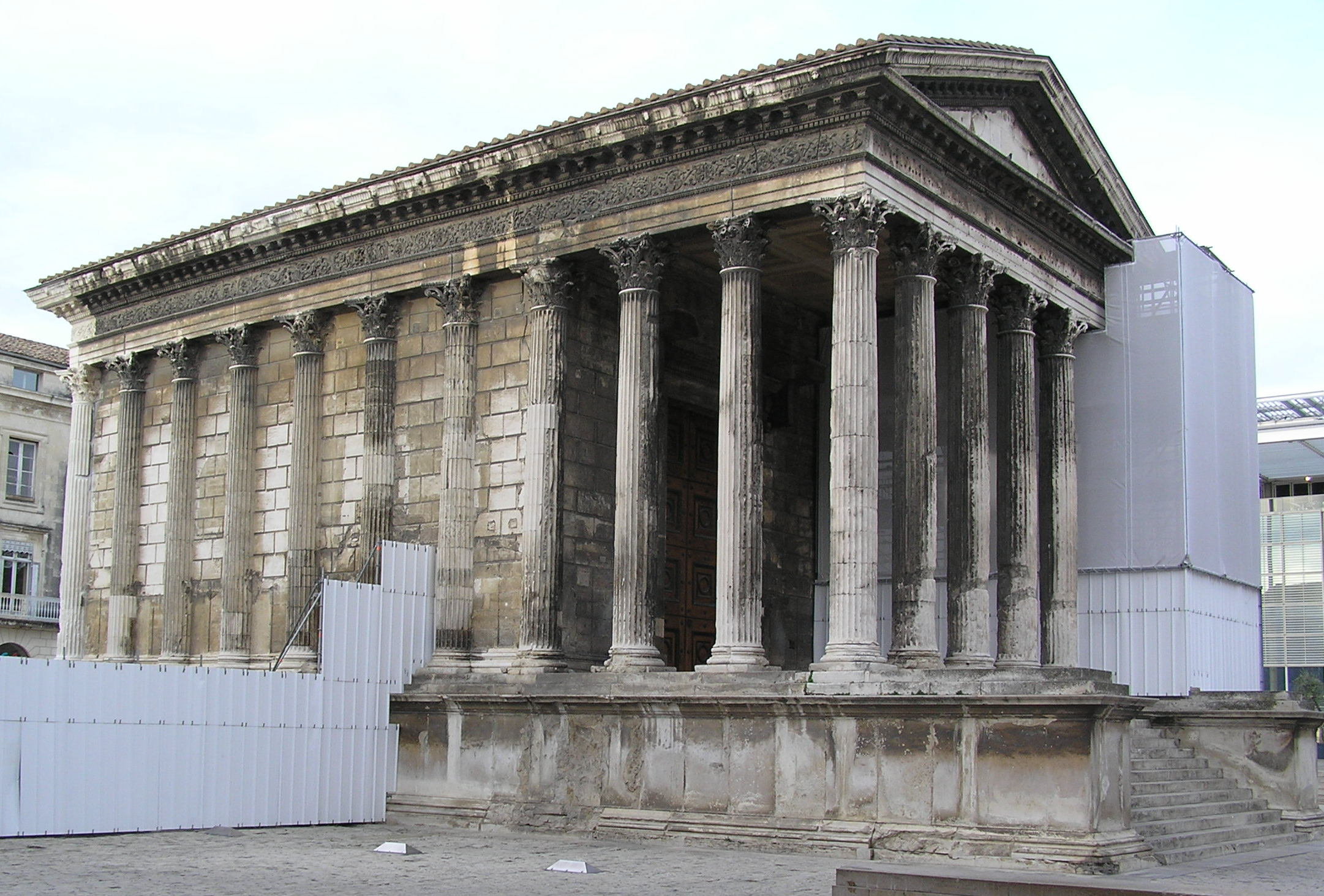
Maison Carrée trong và sau khi sửa chữa (2006-2011).
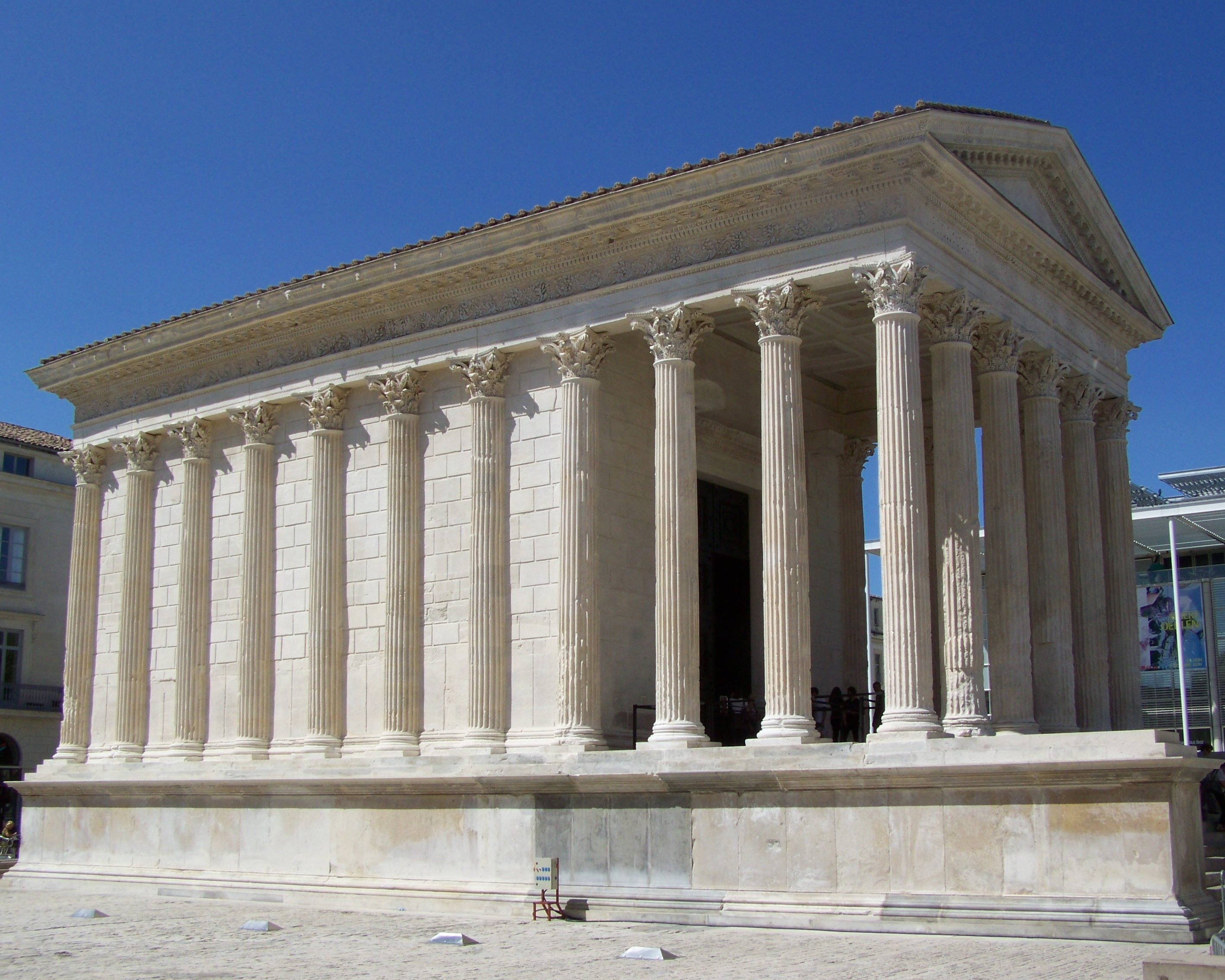
Maison Carrée trong và sau khi sửa chữa (2006-2011).